# Jiří Pleskot (právník)
Jiří Pleskot (3. února 1901 Valašské Meziříčí – 24. října 1942 Mauthausen) byl český právník, odbojář, člen PVVZ popravený za podporu výsadkářů z operace Anthropoid.

## Život
Jiří Pleskot se narodil 3. února 1901 ve Valašském Meziříčí do rodiny Antonína Pleskota a Bohuslavy Pleskotové rozené Místecké. V letech 1919 až 1925 studoval na Filozofické fakultě Univerzity Karlovy a Právnické fakultě Univerzity Karlovy v Praze. Dne 30. června 1925 získal titul doktor práv.
Jako právník se stal autorem precendenčního systému zákonů, vztahujících se k nemocenskému pojištění (tzv. Kartozákony), řídil Ústřední svaz nemocenských pojišťoven a byl funkcionářem Masarykovy ligy proti tuberkulóze . Byl členem spolku Pospolitost, sdružujícího socialistické spisovatele a intelektuály. V letech 1933-1936 působil jako redaktor čtrnáctideníku Útok. 

## Spolupráce s parašutisty
Jako člen Petičního výboru Věrni zůstaneme (PVVZ) byl od počátku války součástí nekomunistického odboje, napojeného na exilovou vládu Edvarda Beneše. V rámci PVVZ spolupracoval s Karlem Bondym. Před obsazením země Němci a vytvořením „Protektorátu Böhmen und Mähren“ dostal Jiří Pleskot výzvu k emigraci. Nabídku odmítl se slovy: „Někdo tu musí zůstat.“
Vzhledem ke svým kontaktům na lékaře obstarával parašutistům falešná lékařská osvědčení, aby se jimi mohli prokázat při náhodné policejní kontrole a při dotazování policistů, proč nejsou v pracovní době v zaměstnání. Dle neověřených informací měl zajistit návrat parašutistů do Anglie. K jeho spolupracovníkům v odboji patřili MUDr. Alexandr Miniv, MUDr. Milada Frantová, MUDr. Soběslav Sobek, MUDr. Jan Včelák a další.

## Manželka Eliška Pleskotová
Manželka Ella (Eliška) Pleskotová, rozená Görnerová (13. září 1906 – 24. října 1942) byla nakladatelkou knižní edice Útok, zasloužila se o vydání tzv. Hnědé knihy 2, dokumentující Hitlerův nástup k moci. Společně s manželem byla členkou odboje Petičního výboru Věrni zůstaneme.

## Zatčení, smrt
Jiří Pleskot byl zatčen 3. července 1942, jeho manželka nejspíš 5. nebo 6. července 1942 (dle výpovědi syna Igora). Oba byli vězněni nejprve v Praze a poté v Malé pevnosti Terezín. Dne 29. září 1942 byli stanným soudem odsouzeni k trestu smrti, dne 23. října 1942 převezeni do koncentračního tábora Mauthausen a o den později zastřeleni společně s dalšími spolupracovníky a rodinnými příslušníky atentátníků při fingované zdravotní prohlídce.

## Osud dětí
Syn Igor Pleskot (1930–2017) a dcera Ludmila Pleskotová (1936–2007) byli po zatčení rodičů gestapem byli internováni na zámečku Jenerálka, kde Němci zřídili dětský domov pro děti s podobným osudem. V dubnu 1944 byly děti z Jenerálky převezeny do tábora ve Svatobořicích u Kyjova. Když se blížil konec války a tábor byl likvidován, putovali s ostatními dětmi do tábora v Plané nad Lužnicí, kde se dočkali konce války. 

## Připomínka
- V roce 1946 byli manželé Pleskotovi in memoriam oceněni Československým válečným křížem 1939.
- Kenotaf manželů Pleskotových se nachází na hřbitově v Praze 5 – Košířích, Pod Kotlářkou 98/7.[7]
- Jeho jméno a jméno jeho manželky (Pleskot Jiří JUDr. *3. 2. 1901, Pleskotová Eliška roz. Gernerová *13. 9. 1906) jsou uvedena na pomníku spolupracovníků parašutistů a jejich rodinných příslušníků, kteří byli popraveni v německém koncentračním táboře Mauthausenu. V lednu 2011 byl slavnostně odhalen na terase kostela sv. Cyrila a Metoděje v Resslově ulici.[8]
- Jméno Jiří Pleskot je rovněž uvedeno na pamětní desce obětí z řad členů Masarykovy ligy proti tuberkulóze na Náměstí Kinských 602/2, Praha 5 - Smíchov (v domě v přízemí proti schodišti). Na desce je nápis: „UKRÝVAJÍCÍ NARODNÍ MSTITELE NA HEYDRICHOVI, SVŮJ ŽIVOT ZA VLAST A NÁROD OBĚTOVALI TITO ČINOVNÍCI A ÚŘEDNÍCI MLPT: PETR FAFEK, RELA FAFKOVÁ, LIBĚNA FAFKOVÁ, ANNA ŠRÁMKOVÁ, MARIE KARBANOVÁ, JAN SONNEVEND, MUDR KAREL SVĚRÁK, MUDR SOBĚSLAV SOBEK, MUDR JAN VČELÁK, JUDR JIŘÍ PLESKOT SE 13 ČLENY SVÝCH RODIN. JAN SONNEVEND BYL POPRAVEN 4. ZÁŘÍ 1942 V PRAZE. OSTATNÍ BYLI POPRAVENI 24. ŘÍJNA 1942 V MAUTHAUSENU. ČEST JEJICH NEHYNOUCÍ PAMÁTCE! MASARYKOVA LIGA PROTI TUBERKULOSE“.[9]

## Galerie

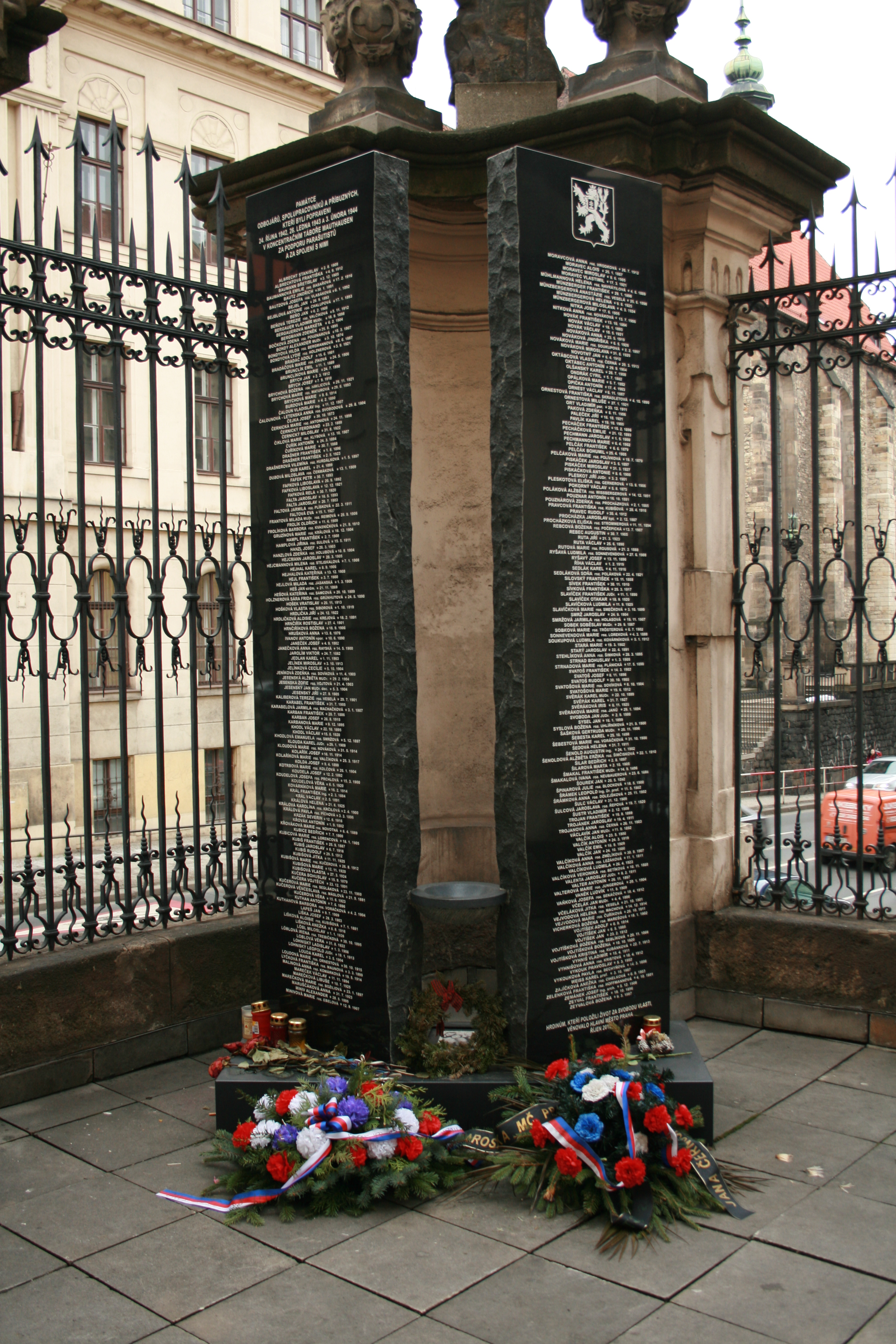
Pomník spolupracovníků parašutistů a jejich rodinných příslušníků na terase kostela sv. Cyrila a Metoděje v Resslově ulici.
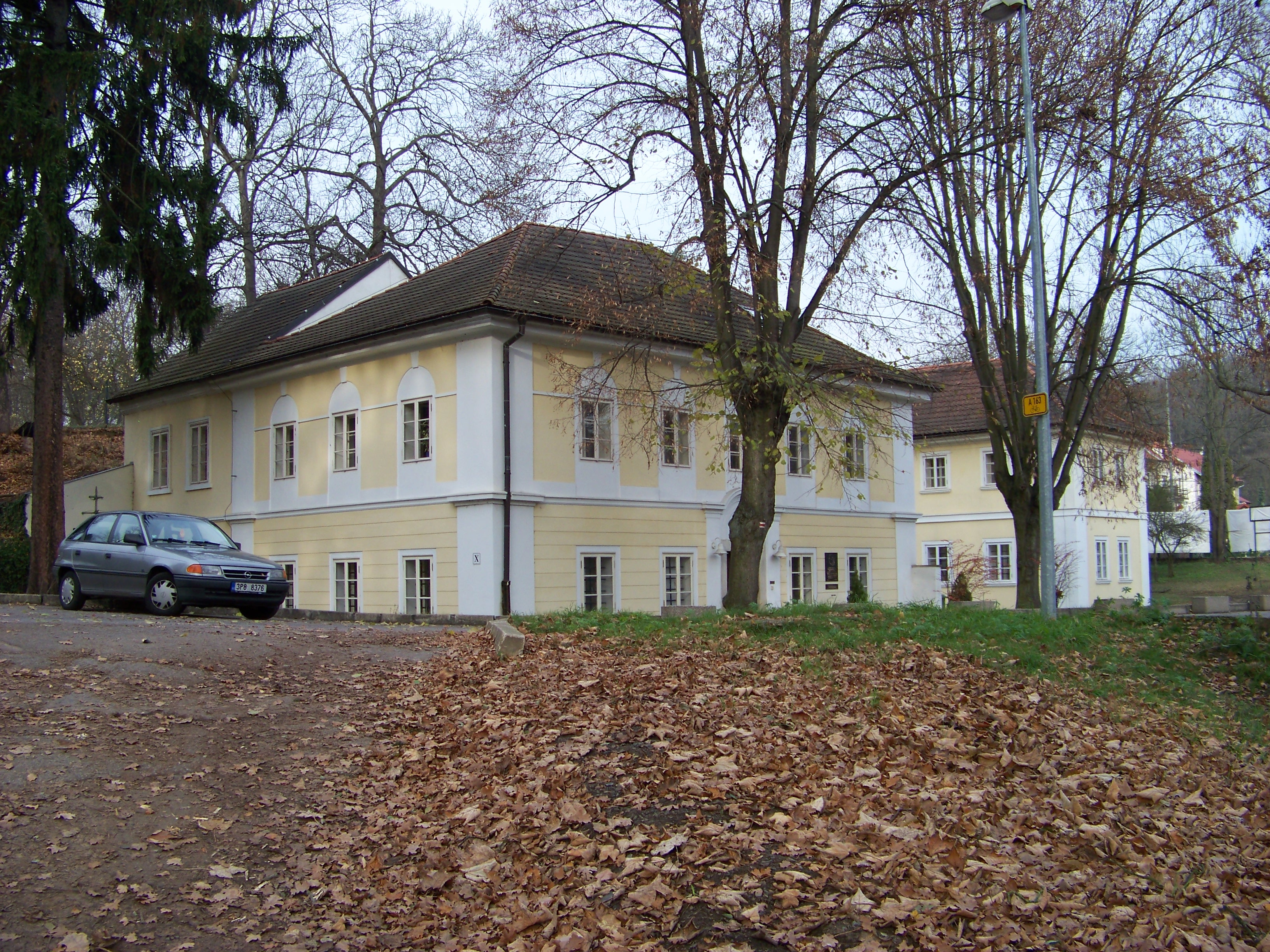
Zámek Jenerálka, kde byly internovány jeho děti
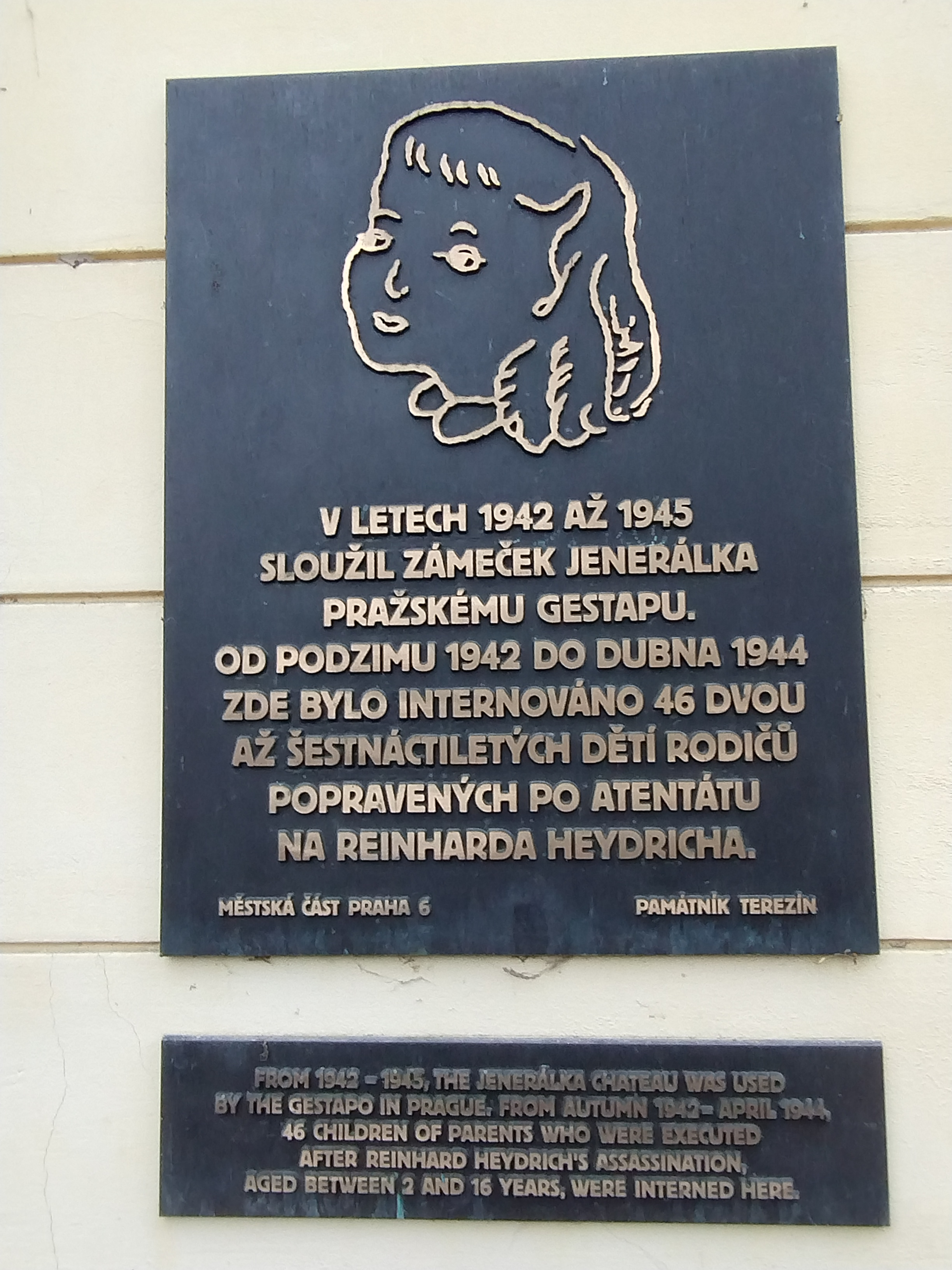
Pamětní deska na jedné z budov zámku Jenerálka, věnovaná dětem zde internovaných